# Малое Замостье (приток Суйды)
Малое Замостье — река в России, протекает по Гатчинскому району Ленинградской области. Устье реки находится в 28 км по левому берегу реки Суйды. Длина реки составляет 11 км.

## Данные водного реестра
По данным государственного водного реестра России относится к Балтийскому бассейновому округу, водохозяйственный участок реки — Луга. Относится к речному бассейну реки Нарва (российская часть бассейна).
Код объекта в государственном водном реестре — 01030000512102000025910.